# Imoulass
Imoulass  (in arabo ايمولاس‎?) è un centro abitato e comune rurale del Marocco situato nella provincia di Taroudant, regione di Souss-Massa. Conta una popolazione di 8 388 abitanti (censimento 2014).